# Старый Хутор (Лохвицкий район)
Старый Хутор (укр. Старий Хутір) — село,
Гирявоисковецкий сельский совет,
Лохвицкий район,
Полтавская область,
Украина.
Код КОАТУУ — 5322682408. Население по переписи 2001 года составляло 187 человек.

## Географическое положение
Село Старый Хутор находится на берегах реки Артополот,
выше по течению на расстоянии в 1 км расположено село Слободка,
ниже по течению на расстоянии в 2,5 км расположено село Степовое.

## Экономика
- Молочно-товарная ферма.

## Объекты социальной сферы
- Школа.
- Фельдшерско-акушерский пункт.
- Клуб.